# حقنة أدمية

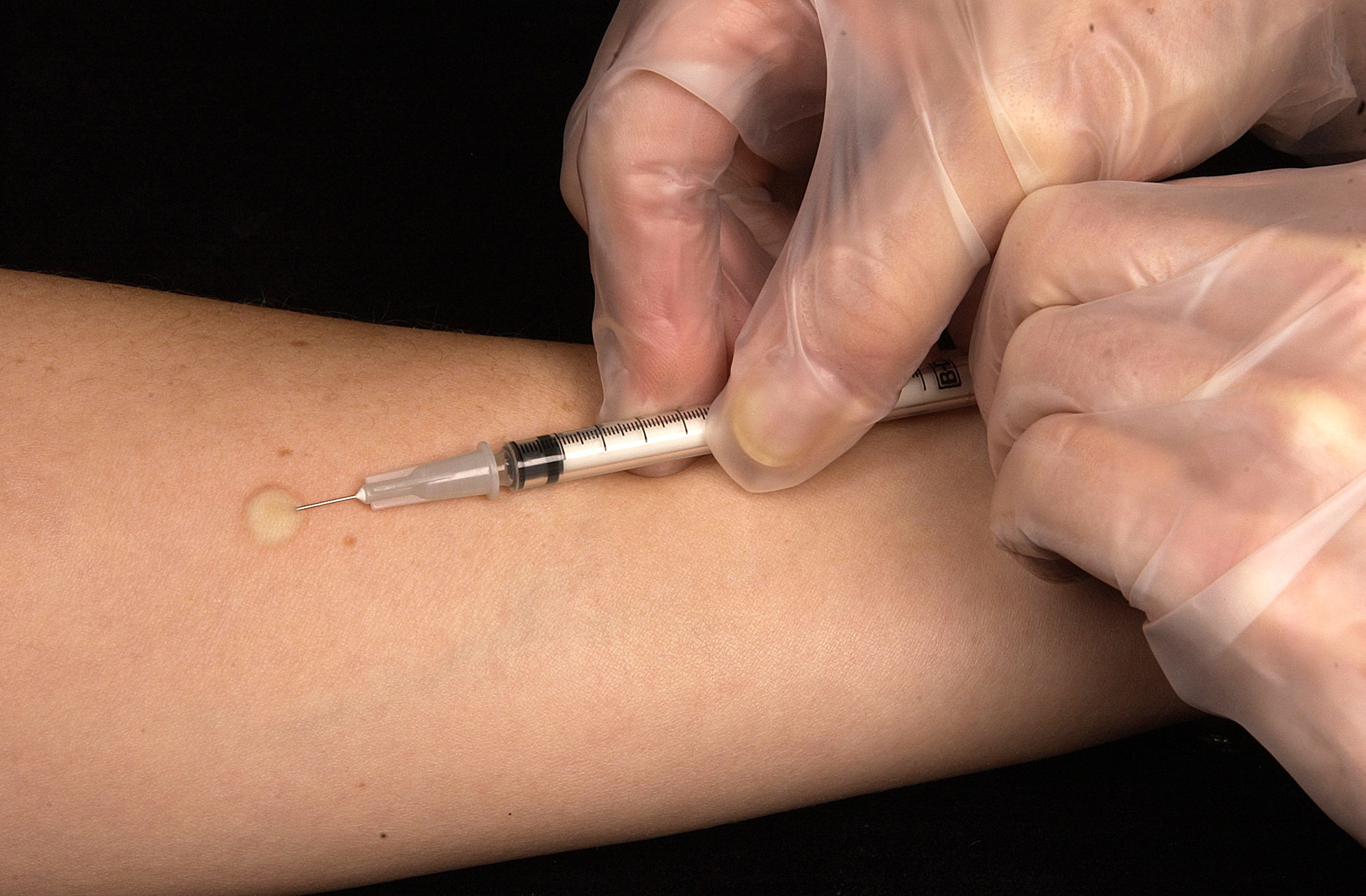
اختبار مانتو عن طريق حقنة أدمية. لاحظ تكون الانتبار.

الحقنة الأدمية (بالإنجليزية: Intradermal injection)‏ حقن مادة في الأدمة تحت البشرة مباشرة بزاوية 10ْ-15ْ. لهذا الطريق زمن امتصاص أطول من الحقنة تحت الجلد والحقن العضلي. لذلك فهو يستعمل في اختبار التحسس مثل اختبار مانتو لمادة توبركولين واختبار الأرجية، وكذلك في التخدير الموضعي. ومن فوائد هذا النوع من الحقن أنه يمكن ملاحظة تفاعل الجسم للمواد بشكل أسهل لكونها أقرب لسطح الجلد.

## أماكن الحقن
من الأماكن الشائعة للحقن الجانب الداخلي للساعد وأعلى الظهر تحت عظم الكتف.